# Děkan kardinálského kolegia

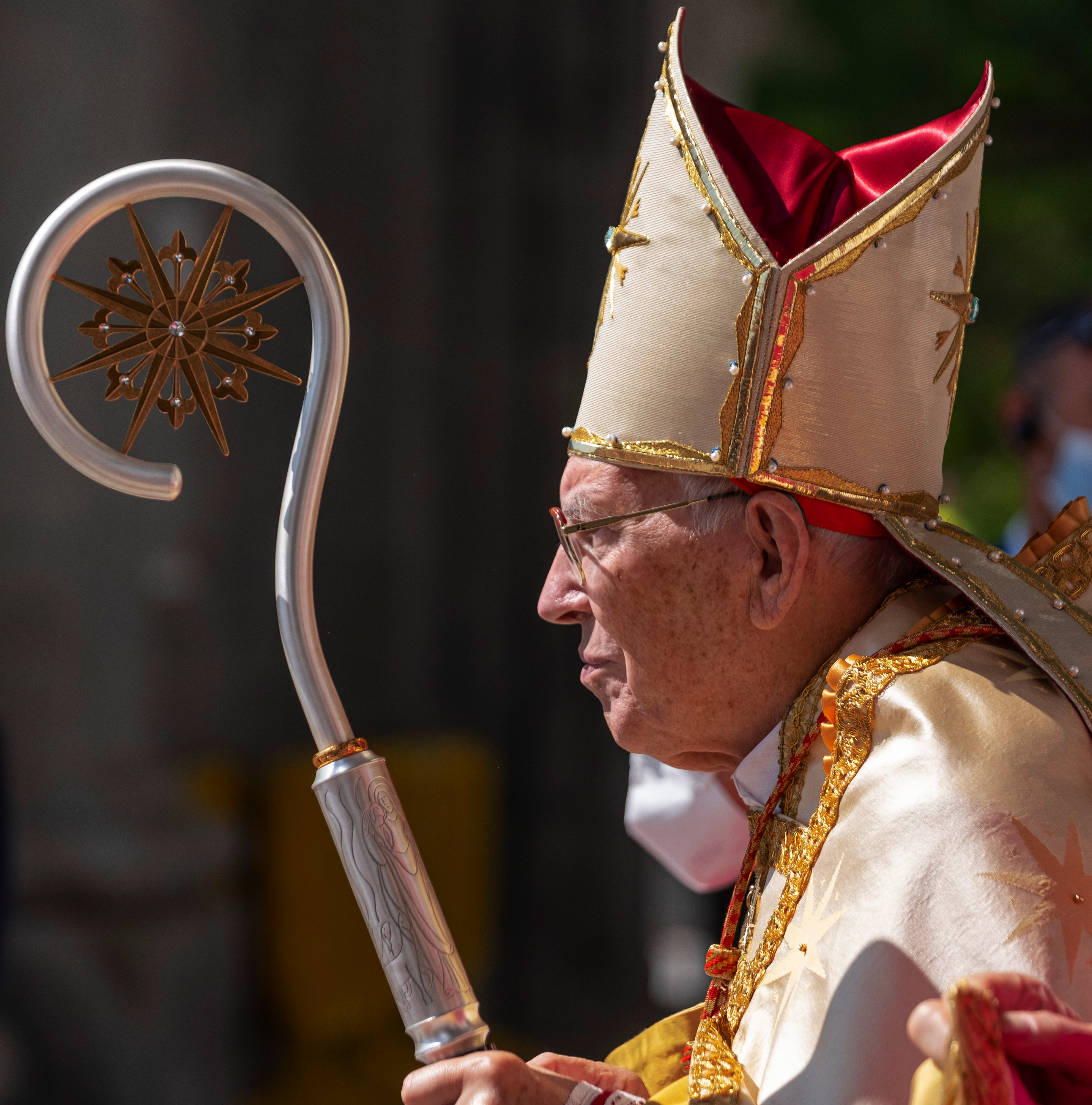
Současný děkan, kardinál Re

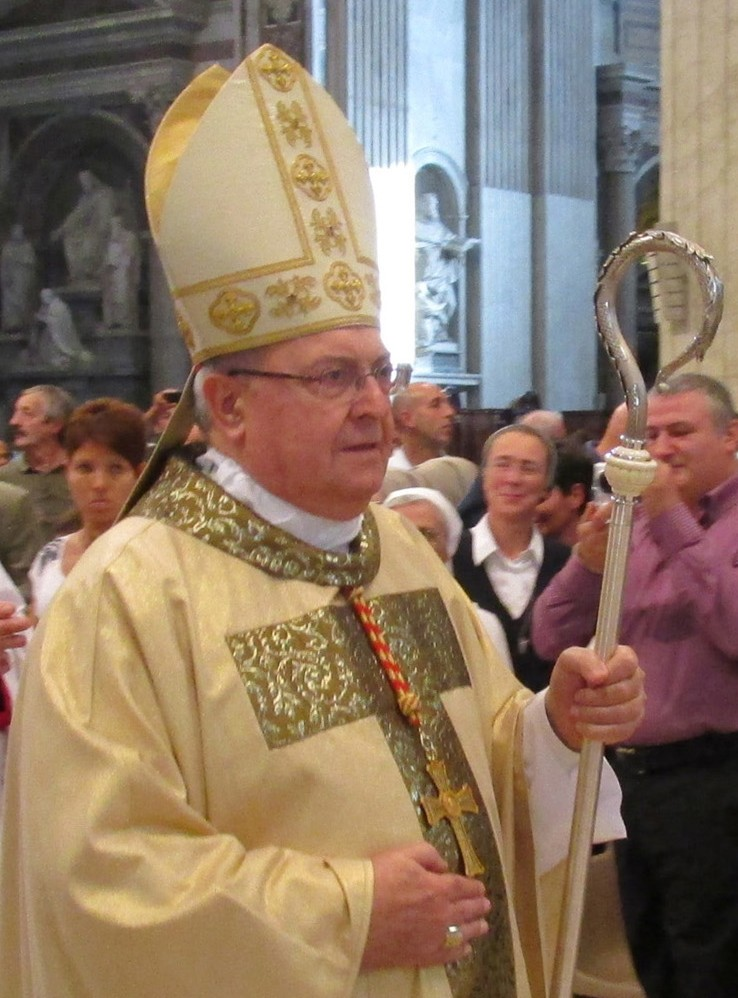
Současný viceděkan, kardinál Sandri

Děkan kardinálského kolegia je ten z kardinálů-biskupů, který je předsedou kardinálského kolegia. Podle současných předpisů je kardinál-děkan volen z řad kardinálů-biskupů na pět let, s možností být jednou zvolen znovu. Současným děkanem kardinálského kolegia je kardinál Giovanni Battista Re, který je ve funkci od 18. ledna 2020; papež František jej v únoru 2025 znovu potvrdil ve funkci. Děkana kardinálského kolegia zastupuje viceděkan, kterým je kardinál Leonardo Sandri.

## Historie funkce
Papež Evžen III. ustanovil roku 1150, že děkanem kardinálského kolegia je kardinál-biskup suburbikální diecéze Ostie, která byla zároveň spojena s diecézí Velletri (spojení trvalo až do roku 1914). Po staletí býval děkanem služebně nejstarší kardinál-biskup; tak to stanovil ještě Kodex kanonického práva z roku 1917. Papež Pavel VI. vydal 26. února 1965 motu proprio Sacro Cardinalium Consilio, v němž ustanovil, že děkan (a jeho zástupce viceděkan) budou voleni kardinály-biskupy z řad kardinálů-biskupů suburbikálních diecézí (vyloučeni tedy byli patriarchové východních církví). Volbu následně potvrzuje papež. V roce 2019 papež František rozhodl, že děkan bude volen na pět let (s možností být jednou zvolen znovu), a pak se stane emeritním děkanem kardinálského kolegia.

## Úkoly a výsady kardinála-děkana
Kardinál-děkan předsedá kardinálskému kolegiu, nemá však žádnou pravomoc nad ostatními kardinály, je pouze primus inter pares. Je povinen rezidovat v Římě, stejně jako viceděkan. Děkan vede kardinálský sbor během konzistoří. Oznamuje papežovu smrt členům diplomatického sboru akreditovaným u Svatého stolce, spoluorganizuje papežský pohřeb a liturgicky jej vede, svolává a předsedá konkláve. Je-li starší než 80 let, nepředsedá konkláve, zastupuje jej kardinál-viceděkan, a pokud ani tento není volitelem, služebně nejstarší z řad kardinálů-biskupů. Po zvolení papeže se jej ptá, zda volbu přijímá, a jaké jméno si zvolil. Pokud zvolený papež není biskupem, udílí mu ještě v konkláve biskupské svěcení. Při slavnostní inauguraci nově zvoleného papeže mu předává rybářský prsten. Obvykle také předsedá pohřbu kardinála nebo zádušní mši za něj. Kardinál-biskup je podle kán. 350 CIC titulárním biskupem ostijským, přičemž si ponechává předchozí tituly. Dle starobylé tradice po svém jmenování přijímá pallium ad personam, ačkoli není metropolitou (tato výsada je odvozena od skutečnosti, že může nově zvolenému papeži udílet biskupské svěcení).